# Кононенко, Митрофан Фадеевич
Митрофа́н Фаде́евич Кононе́нко (укр. Митрофан Тадейович Кононенко; 1900 — 1965) — украинский советский театральный актёр. Народный артист Украинской ССР (1954). Член ВКП(б) с 1941 года. 

## Биографические данные
М. Ф. Кононенко родился 4 (17 июня) 1900 года в Кагарлык ныне Киевская область, Украина). В 1920—1923 годах учился в Киевском музыкально-драматическом институте имени Лысенко. В 1923 приглашен в театр «Березиль». В 1926 вместе с театром переехал в Харьков. С 1935 актёр ХУАДТ имени Т. Г. Шевченко.
М. Ф. Кононенко умер 1 января 1965 года в Харькове.

## Роли
- Гапон («Пролог» Бондарчука и Курбаса, 1927)
- Джанетино («Заговор Фиеско в Генуе» Ф. Шиллера, 1928)
- Стрыжень («Гибель эскадры» А. Е. Корнейчука, 1933)
- Васюк («Портрет» А. Н. Афиногенова, 1935)
- Тихон («Гроза» А. Н. Островского, 1938)
- Тур («Богдан Хмельницкий» А. Е. Корнейчука, 1939)
- судья де Бонфон («Евгения Гранде» по Бальзаку, 1940)
- Чеснок («В степях Украины» А. Е. Корнейчука, 1940)
- Восьмибратов («Лес» А. Н. Островского, 1940)
- Вакуленко («Калиновая роща» А. Е. Корнейчука, 1950)
- Штефан Петрич («Любовь на рассвете» Я. А. Галана, 1952).

## Награды
- орден «Знак Почёта» (30.06.1951)[1].
- медаль «За трудовую доблесть» (22.05.1947)[2].
- народный артист Украинской ССР (1954).